# Poison Cake
«Poison Cake» es una canción del cantautor bosniocroata Marko Bošnjak. Descrita como una historia de venganza y de defensa propia, la canción fue lanzada el 10 de enero de 2025 a través de Aquarius. Fue escrita por Bošnjak, junto con Bas Wissink, Ben Pyne, Emma Gale y Filip Majdak. La canción representará a Croacia en el Festival de la Canción de Eurovisión 2025.
Bošnjak recibió una versión demo "borrador" de "Poison Cake" de Emma Gale, Ben Pyne y Bas Wissink, quienes afirmaron que "realmente les gustaría que [Bošnjak] le enviara [la canción] a Dora". La letra fue escrita por Gale, con sede en el Reino Unido, y Pyne, con sede en Irlanda, mientras que la producción estuvo a cargo de Wissink, con sede en los Países Bajos. Bošnjak afirmó que, "a diferencia de otro material, [se le] envía para que lo entregue a Dora, éste realmente hizo clic con él". Completó la canción con el productor croata de Dugave, Filip Majdak. El dúo hizo que la canción sonara "catártica y salvaje y no realmente lineal". Bošnjak le dio crédito a Majdak por las influencias del metal industrial en la canción, y reveló que incluso quería que Majdak gritara en la pista.
Bošnjak afirmó que crear esta canción había sido "revolucionario para él personalmente. Lo había transformado como artista y como persona, y lo había liberado de las ataduras de las expectativas de que solo debía componer baladas balcánicas emotivas". Lo denominó su momento "Hannah Montana se convirtió en Miley Cyrus".

## Composición
Inspirada en cuentos de hadas como "Blancanieves" y "Hansel y Gretel", así como en la película The Help (2011), la canción se describe como una historia de venganza y de defensa propia. Se describe además como una pista de "emociones vengativas, ira y un deseo de justicia, contada a través de una poderosa metáfora de privar a aquellos que han abusado de su posición".
Bošnjak además dijo que "Poison Cake" es algo completamente nuevo para él. Añadió: «La canción es enérgica y trata de algo totalmente inesperado para mí, como músico. Creo que tiene un significado multidimensional y que cada uno puede reconocerlo y experimentarlo a su manera». Wiwibloggs describió la canción como «[una mezcla] de pop, garage, ópera y algunos ritmos industriales muy oscuros».

## Lanzamiento
El 5 de diciembre de 2024, se reveló la lista de concursantes de Dora 2025, confirmando la participación de Bošnjak con "Poison Cake".  Anteriormente había participado en Dora 2022 con "Moli za nas", quedando segundo detrás de Mia Dimšić con "Guilty Pleasure". Abierto sobre su deseo de ganar Dora como fan de Eurovisión,  pronto se convirtió en uno de los favoritos para la victoria.  El 10 de enero de 2025, se publicaron todos los vocales Dora, incluyendo "Poison Cake".  El 31 de marzo de 2025, Bošnjak lanzó la versión acústica de la canción. 

## Recepción crítica
Durante una entrevista en el programa de televisión croata IN magazin, la cantante y actriz croata Maja Šuput hizo un comentario positivo sobre la canción. Ella comentó que "Poison Cake" fue marginal para ella, describiendo la canción como "dulce y un poco demoníaca", y terminó apoyando a Bošnjak. Además, en una entrevista con el periódico online croata Index.hr, la cantante serbia Milica Pavlović comentó que le gustó la canción y su interpretación en el escenario de Dora 2025, y "la forma en que pasa por múltiples roles".
Por otro lado, Josip Bošnjak, que también escribe para Index.hr, comentó que la canción "intenta demasiado y nada de eso lo consigue". Escribió además: "Imagínense copiar 'Bohemian Rhapsody', modificando la estructura pero insertando melodías y letras sin inspiración en su interior". Eva Frantz de la emisora finlandesa Yle le dio a la canción un 2/10, describiéndola como "extraña y confusa, donde la ternura se mezcla con el horror y la vergüenza". 
Siguiendo a su victoria en Dora, Bošnjak fue blanco de una reacción homofóbica generalizada en línea y la canción fue acusada de ser "satánica".

## Promoción

### Vídeo musical
El video musical de "Poison Cake" fue lanzado el 21 de febrero de 2025. El vídeo está cargado de simbolismo: un veneno verde que Bošnjak vierte sobre un pastel simboliza la injusticia y el inicio de la transformación; es una metáfora de «todo lo prohibido y reprimido en la vida»; una pitón india de dos metros de largo simboliza el peligro, el cambio y la liberación; es lo opuesto a la seguridad y las normas habituales, provocando un cambio inevitable; la escena de Ofelia en el agua es un elemento del «romanticismo» y evoca cuentos de hadas clásicos, pero de una manera más inquietante y oscura; los espejos del vídeo reflejan «luchas internas y la búsqueda de la identidad, y las escenas profundas y reflexivas crean una sensación de conflicto interno, entre la inocencia y los deseos oscuros». Finalmente, el vídeo presenta un árbol mágico y manzanas, que son alusiones a cuentos de hadas como «Blancanieves». Las manzanas simbolizan «las tentaciones, pero también las recompensas que llegan a través de la venganza, mientras que el árbol mágico da la sensación de un mundo misterioso en el que todo puede transformarse».

### Actuaciones en vivo
Para promocionar "Poison Cake" antes del Festival de la Canción de Eurovisión 2025, Bošnjak anunció su intención de participar en varias fiestas previas de Eurovisión. Se anunció por primera vez que actuará en Eurovisión en Concierto 2025, que se celebrará en el AFAS Live Arena de Ámsterdam el 5 de abril de 2025. También participó en la London Eurovision Party 2025 el 13 de abril de 2025 celebrada en Here at Outernet. Además, actuó en PrePartyES 2025 el 19 de abril de 2025 celebrado en la Sala La Riviera en Madrid.

## Festival de la Canción de Eurovisión 2025

### Dora2025
Dora 2025 fue el formato de la final nacional organizado por Hrvatska radiotelevizija (HRT) para seleccionar al representante croata para el Festival de la Canción de Eurovisión 2025. Para 2025, la competencia tuvo 24 participantes compitiendo en dos semifinales, celebradas entre el 27 y el 28 de febrero de 2025, y una final en marzo de 2025.. Los clasificados para la final de cada fase fueron determinados exclusivamente por un televoto público, con las ocho mejores propuestas de cada semifinal calificando para la final.. El ganador de la final fue seleccionado luego por una combinación 50/50 de votos de un jurado profesional y del público croata a través de televoto..
"Poison Cake" fue sorteada para competir en la segunda semifinal y fue anunciada como uno de los ocho clasificados para la semifinal. En la final, la canción quedó en el puesto 13 del orden de interpretación. Obtuvo 83 puntos del jurado, quedando en primer lugar, y 47 puntos del televoto, quedando en cuarto lugar. Con un total combinado de 130 puntos, finalmente ganó el concurso y el lugar croata para el Festival de la Canción de Eurovisión 2025. 

### En Eurovisión
El Festival de la Canción de Eurovisión 2025 se llevará a cabo en St. Jakobshalle en Basilea, Suiza, y constará de dos semifinales que se celebrarán en las fechas respectivas del 13 y 15 de mayo y la final el 17 de mayo de 2025. Durante el sorteo celebrado el 28 de enero de 2025, Croacia fue sorteada para competir en la primera semifinal, actuando en la segunda mitad del espectáculo.  Bošnjak fue sorteado posteriormente para actuar en el puesto 14, por delante del neerlandés Claude y antes que el chipriota Theo Evan.

## Rendimiento comercial
En la semana del 20 de enero de 2025, "Poison Cake" debutó en el puesto número 31 en HR Top 100, que rastrea la reproducción de canciones lanzadas por sellos croatas. Al ganar Dora en la semana del 10 de marzo de 2025, su octava semana consecutiva en la lista, "Poison Cake" alcanzó su punto máximo en el número uno.
| Región | Fecha               | Formato(s) | Versión  | Etiqueta | Ref.   |
| ------ | ------------------- | ---------- | -------- | -------- | ------ |
| Varios | 10 de enero de 2025 |            | Original | Acuario  | [ 34 ] |
| Varios | 31 de marzo de 2025 | Acústico   | [ 35 ]   | Acuario  |        |